# Jogos dos Pequenos Estados da Europa de 1997
Os VII Jogos dos Pequenos Estados da Europa foram realizados em 1997 na Islândia.
| Ordem | País          | Medalha de ouro | Medalha de prata | Medalha de bronze | Total |
| ----- | ------------- | --------------- | ---------------- | ----------------- | ----- |
| 1     | Islândia      | 33              | 32               | 32                | 96    |
| 2     | Chipre        | 30              | 25               | 14                | 68    |
| 3     | Mónaco        | 7               | 6                | 14                | 27    |
| 4     | Malta         | 5               | 10               | 12                | 27    |
| 5     | São Marino    | 3               | 5                | 11                | 19    |
| 6     | Andorra       | 3               | 5                | 10                | 18    |
| 7     | Luxemburgo    | 4               | 3                | 9                 | 16    |
| 8     | Liechtenstein | 2               | 3                | 3                 | 8     |